# Adorazione dei Magi (Mazzola Bedoli)
L'Adorazione dei Magi di Girolamo Mazzola Bedoli, eseguita ad olio su tela (293 x 215 cm), è stata datata al 1547 ed è conservata presso la Galleria nazionale di Parma.

## Storia
L'autenticità dell'opera, eseguita nel 1547, è stata accertata da tutta la critica, con poche eccezioni. L'opera rimase per secoli, come ricorda Vasari, sull'altar maggiore della Certosa di Parma (la Certosa Santa Maria Schola Dei di via Mantova) e venne poi portata in Galleria, verosimilmente nel 1780, stando a quanto si legge dai registri della stessa. Trasferita in Francia a seguito delle soppressioni napoleoniche nel 1796, tornerà nella Galleria di Parma nel 1816.

## Descrizione
Il dipinto descrive il momento nel quale i Magi si apprestano ad adorare il Bambino. La composizione appare gremita di personaggi, resi con una scala cromatica vivace. Da notare, per esempio, è la preziosità con la quale è stato realizzato il re moro Gasparre, avvolto in una tunica verde smeraldo e decorato da gemme preziose. Nell'opera, uno dei risultati più alti della carriera artistica del pittore, come sottolineato dalla critica, sono evidenti i riferimenti alla Madonna dal collo lungo del Parmigianino. La composizione ricca e complessa, l'accurata preziosità degli abiti, broccati e velluti, colori e berretti incastonati di gemme degne di un orafo, dimostrano la completa adesione del Bedoli alla “maniera”.